# Genç
Genç là một huyện thuộc tỉnh Bingöl, Thổ Nhĩ Kỳ. Huyện có diện tích 1712 km² và dân số thời điểm năm 2007 là 35267 người, mật độ 21 người/km².